# Tilques
Tilques település Franciaországban, Pas-de-Calais megyében. Lakosainak száma 1063 fő (2022. január 1.). Tilques Saint-Omer, Salperwick, Serques és Zudausques községekkel határos.

## Népesség
A település népessége az elmúlt években az alábbi módon változott:
| Lakosok száma | 1109 | 1107 | 1138 | 1099 | 1092 | 1084 | 1077 | 1070 | 1063 |
|               | 2013 | 2015 | 2016 | 2017 | 2018 | 2019 | 2020 | 2021 | 2022 |